# Ernst Heinrich Leopold Richter
Ernst Heinrich Leopold Richter (* 15. November 1805 in Thiergarten, Landkreis Ohlau, Provinz Schlesien, heute zu Ohlau; † 24. April 1876 in Steinau an der Oder) war ein deutscher Musikpädagoge und Komponist.

## Leben
Ernst Heinrich Leopold Richter erhielt seinen ersten Musikunterricht in Thiergarten bei Ohlau beim dortigen Organisten Ernst. In Breslau erhielt er Unterricht bei Friedrich Wilhelm Berner und Johann Gottfried Hientzsch. Sein Talent verschaffte ihm ein Stipendium für ein Studium am Institut für Kirchenmusik in Berlin. Hier unterrichteten ihn u. a. Bernhard Klein und Carl Friedrich Zelter. 1826 kehrte er nach Breslau zurück und trat der dortigen Singakademie bei und wirkte oftmals als Solist. Nach dem Tod Berners wurde er 1827 an dessen Stelle Musiklehrer am evangelischen Schullehrerseminar in Breslau. Als 1847 das Seminar nach Steinau an der Oder verlegt wurde, folgte er dahin und übte seinen Stellung weiterhin aus. Er wurde dort Musikdirektor und war ein angesehener Lehrer. Mit August Heinrich Hoffmann von Fallersleben war er befreundet und vertonte verschiedene seiner Texte. Gemeinsam veröffentlichte sie mehrere Volksliedersammlungen.

## Werke

### Werke mit Opuszahl
- Lieder an Meieli op. 1, Text: August Heinrich Hoffmann von Fallersleben OCLC 698791199
- Acht leichte Orgelstücke zum Gebrauch beim öffentlichen Gottesdienste op. 3 OCLC 803763253
- Religiöser Gesang: Der Herr ist mein Licht und mein Heil für 2 Tenor und 2 Bassstimmen mit Begleitung des Pianoforte op. 5, Carl Gustav Förster, Breslau, 1833 OCLC 812644044
- Acht Choralvorspiele für Orgel op. 6, Breslau, 1833 OCLC 698795695
- Religiöser Gesang: Der Herr ist ein grosser König für zwei Tenor- und zwei Bassstimmen, nebst obligater Orgelbegleitung op. 7, Cranz, Breslau, 1834 (Digitalisat bei Sachsen digital der SLUB)
- Religiöser Gesang: Herr, auf dich traue ich für zwei Tenor- und zwei Bass-Stimmen mit Begleitung des Pianoforte op. 8, Carl Cranz, Breslau, 1834 OCLC 812661799
- Hymne: Lobet den Herrn, ihr Himmel! für zwei [-dreistimmige] Männer Chöre nebst obligater Orgelbegleitung op. 10, Cranz, Breslau, 1835 OCLC 1001517209 (Digitalisat bei Sachsen digital der SLUB)
- Fünf Lieder für ein und zwei Männerchöre op. 14, Carl Cranz, Breslau, 1839 OCLC 805256998 I Lied der Freundschaft, von Dach II Gesang und Wein, von Bornemann III Das Märchen vom Knüppel aus dem Sack, von Hoffmann von Fallersleben IV Der Geist aus Nummro Drei, von Kopisch V Sangreigen der Libellen, von Hoffmann von Fallersleben
- Sechs Lieder heiteren Inhalts für vier Männerstimmen mit und ohne Begleitung des Pianoforte op. 15, Carl Cranz, Breslau, 1830 OCLC 805256971 I Lehre, aus einer Sammlung Gedichte vom Jahre 1600 III Immerfroh III Wohlgemeinter Rath, von C. Blum IV Ins und im Weinhaus, von H. Hoffmann von Fallersleben V Schwabenkrieg, von H. Hoffmann von Fallersleben VI Tragische Geschichte von Adelbert von Chamisso
- Sechs Lieder für eine Singstimme mit Begleitung des Pianoforte op. 16 III Liebesgruß, Text: Hoffmann von Fallersleben, Carl Cranz, Breslau, 1836 OCLC 805210216 IV Erinnerung an Gräfenberg, von J. N., vierstimmig, oder für eine Singstimme mit Begleitung des Pianoforte, Carl Cranz, Breslau, 1836 OCLC 805210331 V Der Zukunft, Text: Karl Geisheim OCLC 805210727 VI Der Soldat, Text Adelbert von Chamisso OCLC 805210739
- Sechs Lieder für eine Singstimme mit Begleitung des Pianoforte op. 17, Carl Cranz, Breslau 1839 I Zum Kuckuk, Text: Karl Geisheim OCLC 805211263 II Des Herzens Glück, Text: Karl Geisheim OCLC 805210781 IV Sie, Text: Pulvermacher OCLC 805210798
- Der 130e Psalm: Aus der Tiefe ruf' ich Herr zu Dir für Sopran, Alt, Tenor und Bass mit obligater Orgel-Begleitung op. 18, Carl Cranz, Breslau, 1841 OCLC 805220458
- Salvum fac Regem! [Segne den König!], für vier Männerstimmen oder für Sopran, Alt, Tenor und Bass mit Begleitung des Pianoforte op. 19, Carl Cranz, Breslau, um 1830  OCLC 805126614
- Zwei Husarenlieder für vier Männerstimmen mit Begleitung des Pianoforte op. 22, Text: Hoffmann v. Fallersleben, Breitkopf & Härtel, Leipzig, 1844 OCLC 805256802
- Drei deutsche Volkslieder für Sopran, Alt, Tenor u. Bass op. 31, Bote u. G. Bock, Berlin, 1845 OCLC 864878909I Liebe weiss Rath II Die Trauernde III Schäfers Leid und Freunde
- Drei Gedichte für eine Singstimme mit Begleitung des Piano-Forte op. 36, Bote & Bock, Berlin, 1844 I Das arme Vöglein, Text: Hoffmann von Fallersleben OCLC 805125421 II Der Gang in die Heimat, Text: Hoffmann von Fallersleben OCLC 805125439 III Ständchen, Text: Friedrich Rückert OCLC 805125456
- Drei Lieder für 4 Männerstimmen op. 41, Stern u. Co., Berlin, 1846 OCLC 864879213 I Gute Jahrgang; II Variatio oder Recipe III Feuer! Feuer!
- Sechs Lieder für gemischten Chor op. 57,  C. F. Hientzsch, Breslau OCLC 864880519 I Menschengruss II Dich halt' ich treu im Herzen III Perle des Jahres IV Auf der Felshöhe V Tod des jungen Landsknechts VI Beim Sonnen-Untergang
- Sieben geistliche Lieder op. 58,  C.F. Hientzsch, Breslau OCLC 936512160
- Sieben Motetten für gemischten Chor nach Worten der heiligen Schrift für Kirchen-, Schul-Chöre und Gesangvereine op. 59, Heft 2, C: F. Hientzsch, Breslau OCLC 805115127 V Für den Sonntag Septuagesimae VI Für den Sonntag Sexagesimae VII Für den Sonntag Laetare oder zum Missonsfeste
- Der Schmied von Sedan op. 60, Adolph Stubenrauch, Berlin OCLC 864897680

### Weitere Werke
- Die Contrebande, Komische Oper in zwei Akten, Text: Pulvermacher, Breslau (Digitalisat des Textbuchs beim Münchener Digitalisierungszentrum der Bayerischen Staatsbibliothek)
- Schlesische Volkslieder mit ihren Melodien (mit Hoffmann von Fallersleben), 1842 (Digitalisat bei Google Books)
- Fünfzig Kinderlieder (mit Hoffmann von Fallersleben), 1843 (Digitalisat des Göttinger Digitalisierungszentrums der SUB)
- Fünfzig neue Kinderlieder (mit Hoffmann von Fallersleben), 1845 (Digitalisat bei Google Books)
- Sinfonie für großes Orchester
- Der blinde Geiger, für eine Singstimme mit Begleitung des Pianoforte, Text: Pulvermacher, Carl Cranz, Breslau, 1834 OCLC 805189170 Incipit: Die Dunkle Nacht umfängt mein Leben
- Die Rose; für eine Singstimme mit Begleitung des Piano-Forte, Text: Hoffmann von Fallersleben, Cranz, Breslau, um 1835 OCLC 916201781
- Unterrichtlich geordnete Sammlung von ein-, zwei- drei- und vierstimmigen Sätzen, Liedern, Canons und Chorälen für Volksschulen in zwei Abtheilungen, Cranz, Breslau, 1838 OCLC 643146467
- Alte und neue Volks-Lieder mit Bildern und Singweisen, G. Mayer, Leipzig, 1840 OCLC 1283275267
- Lieder zu dem Feste der schlesischen Ritterschaft zum Empfange Ihrer Majestäten des Königs und dem Königin am 14ten September 1841, Carl Cranz, Breslau, 1841 OCLC 823779265 I Dem König, Text: Neuer Text auf das Lied Ich bin ein Preuße von August Neithart II Der Königin
- Der deutsche Rhein für eine Singstimme mit willkürlichem Männerchor und Begleitung des Pianoforte, Text: Nicolaus von Becker OCLC 805257158
- Was thut’s, für hohe Solostimme, gemischten Chor und Klavierbegleitung, Text: Gedicht aus Königsberg, F. E. C. Leuckart, Breslau, um 1850 OCLC 823776052
- Das Licht, Festgesang bei dem zu Ehren des Herrn Pastor Uhlich veranstalteten Festmahle am 30. Juli 1845, F. E. C. Leuckart, Breslau, 1845 OCLC 823776168
- Dein! für eine Singstimme mit Begleitung des Pianoforte, Text: Pulvermacher,  F. E. C. Leuckart, Breslau, 1847 OCLC 812662740
- Choralvorspiel über: O Traurigkeit, o Herzeleid für Orgel, veröffentlicht in: Der Orgel-Virtuos, Nr. 72, Körner, Erfurt OCLC 916182449
- Der alte Ziethen für Baritonsolo, gemischten Chor und Klavier, um 1862 OCLC 827723168
- Kantaten, Motetten, Orgel- und Klavierwerke, Männerchöre und Lieder